# Pro A
De Pro A (volledige naam: Championnat de France Pro A de tennis de table) is de hoogste tafeltenniscompetitie van Frankrijk in clubverband. Het strijdt begin 21e eeuw met de Duitse Bundesliga om de officieuze titel van sterkste clubcompetitie voor mannen in Europa. Het Franse strijdtoneel leverde in het seizoen 1998/99 de eerste winnaar van de European Champions League voor mannen in de vorm van Caen Tennis de Table Club. Deze ploeg bestond uit Kim Taek-soo, Peter Franz (Dui), Damien Éloi en Eric Varin.

## Pro A-winnaar Europese prijzen
- European Club Cup of Champions:
  - 1995 UTT Levallois (Levallois-Perret)
  - 1990 UTT Levallois
- European Champions League:
  - 2014 AS Pontoise-Cergy TT (Pontoise)
  - 1999 Caen Tennis de Table Club (Caen)
- ETTU Cup:
  - 2011 Chartres ASTT (Chartres)
  - 2008 Angers Vaillante Sports (Angers)
  - 2004 Levallois SC-TT
  - 2003 Montpellier TT
  - 2001 Montpellier TT (Montpellier)
  - 1988 Levallois UTT
  - 1986 La Trinite Sports Nizza

- Het mannenteam van Elan Nevers (Nièvre) in 2000, 2001 en 2002 drie keer achter elkaar in de eindstrijd van de ETTU Cup, maar verloor daarin alle drie de keren.

*Bijgewerkt tot en met 27 april 2015

## Landskampioenen
- 2015 AS Pontoise-Cergy TT
- 2014 Chartres ASTT
- 2013 Chartres ASTT
- 2012 Chartres ASTT
- 2011: Levallois SC
- 2010: Levallois SC
- 2009: GV Hennebont TT (Hennebont)
- 2008: Levallois SC
- 2007: GV Hennebont TT
- 2006: GV Hennebont TT
- 2005: GV Hennebont TT
- 2004: Elan Nevers Nièvre TT
- 2003: Elan Nevers Nièvre TT
- 2002: Elan Nevers Nièvre TT
- 2001: Levallois SC
- 2000: Levallois SC
- 1999: Levallois SC
- 1998: Levallois SC
- 1997: Levallois SC
- 1996: Levallois SC
- 1995: Levallois SC
- 1994: Levallois SC
- 1993: Levallois SC
- 1992: Levallois SC
- 1991: Levallois SC
- 1990: Levallois SC
- 1989: Levallois SC
- 1988: Levallois SC
- 1987: Trinité Nice
- 1986: Trinité Nice
- 1985: AS Messine Paris
- 1984: US Kremlin Bicêtre
- 1983: US Kremlin Bicêtre
- 1982: AS Messine Paris